# Deadpool 2
Deadpool 2 és una pel·lícula de superherois estatunidenca dirigida per David Leitch, estrenada el 2018. Aquesta és la seqüela de Deadpool de Tim Miller, estrenada el 2016.

## Argument
Deadpool es veu obligat a unir-se als X-Men. Després d'un fracassat intent de salvar un jove mutant amb poder destructiu, es troba a una presó antimutant. Arriba Cable, un soldat procedent del futur dirigit al jove mutant, a la recerca de venjança. Deadpool decideix lluitar contra ell. No convençut per les regles dels X-Men, crea el seu propi equip, els "X-Force". Però aquesta missió li reserva grans sorpreses, grans enemics i aliats indispensables.

## Resum
Dos anys després dels fets de la primera pel·lícula, Wade Wilson s'ha convertit en un mercenari matant nombrosos delinqüents a tot el món. Durant una missió a la seva ciutat, es prepara per matar un narcotraficant, que al principi aconsegueix escapar. Torna a casa per celebrar l'aniversari de la seva parella, Vanessa Carlysle, i decideixen començar una família junst. Aquella mateixa nit, el narcotraficant i els seus homes ataquen l'apartament de Wade i Vanessa, que rep un tret al cor durant l'assalt. Wade, devastat, persegueix el criminal pel carrer i l'abraça a la carretera mentre un camió els atropella a tota velocitat i mata al narcotraficant.
Wilson es culpa per la mort de Vanessa i intenta suïcidar-se. Wade troba Vanessa en una visió del seu apartament al més enllà, que li diu que ha de posar el cor al lloc adequat, deixant-lo en una gran confusió. Wade és retornat a la realitat, ja que el X-Man Colossus, porta les restes del seu cos a la mansió del professor Xavier, per ajudar-lo a superar el seu dolor i reclutar-lo pels X-Men. Deadpool accepta unir-s'hi amb grans reserves, fins que amb Colossus i Negasonic Teenage Warhead responen a un enfrontament entre les autoritats i el jove mutant inestable Russell Collins / Firefist en un orfenat, anomenat "Centre de reeducació mutant". Wilson s'adona que Collins ha sofert abusos per part del personal d'orfenat, i mata a un dels membres del personal. Wilson i Collins són arrestats. Restringits amb collars que suprimeixen els seus poders, inclòs el Factor Regeneratiu de Deadpool, que veu com el seu càncer torna ràpidament i el mata lentament, els porten a la "Icebox", una presó aïllada per a criminals mutants.
La presó és atacada per Cable, un mutant que va venir del futur per matar a Russell després que aquest assassinés la seva família. Wade, alliberat del seu coll en l'atac, intenta protegir a Russell. Durant la seva lluita, Wade aconsegueix expulsar-se amb Cable fora de la presó, mentre Russell, que ha sentit que Wilson es preocupi pel jove, encara és dins. Quan cau a l'aigua gelada, no gaire lluny de la presó, Wade té una nova visió de Vanessa, que li fa adonar-se que encara pot salvar Russell i perdonar-se. Mentrestant, el noi aïllat es fa amic d'un misteriós mutant atrapat als soterranis de la presó, capaç de sacsejar les parets amb la seva força.
Wilson organitza un equip de mutants que ell anomena X-Force per treure Collins d'un comboi de transferència de presons i defensar-lo de Cable. L'equip llança el seu assalt al convoi paracaigudisme des d'un avió, però tots els membres moren accidentalment excepte Wilson i l'afortunada Domino. Mentre la parella lluita amb Cable, Collins allibera el seu company, el Juggernaut, i acorda ajudar-lo a matar l'abusiu director de l'orfenat.
Cable s'ofereix a treballar amb Wilson i Domino per aturar el primer assassinat de Collins, que donarà lloc a més. Accepta donar a Wilson una oportunitat de parlar de Collins abans d'intentar tornar a matar el noi. Arriben a l'orfenat i són assetjats per Juggernaut mentre Collins ataca el director. Colossus, que al principi es va negar a ajudar a Wilson, arriba i distreu a Juggernaut el temps suficient perquè Wilson i Cable s'enfrontin a Collins. Cable dispara al jove mutant, però Wilson salta davant de la bala i mor, reunint-se amb Vanessa en el més enllà. En veure aquest sacrifici, Collins no mata el director. Això canvia en el futur, en què la família de Cable ara perviu. Cable utilitza l'última càrrega per viatjar en el temps, que necessita per tornar amb la seva família, per fer que quan Wilson salta davant de la bala, aquesta sigui detinguda per una peça de plom i sobrevisqui. Collins encara té el seu canvi de cor, mentre que el director corre a l'amic del conductor de taxi de Wilson, Dopinder, que l'atropella.
A les escenes de postcredits, Deadpool repara el dispositiu de Cable per viatjar en el temps gràcies a Negasonic i Yukio per aprofitar l'oportunitat per canviar el curs dels esdeveniments. Salva Vanessa i Peter dels seus destins condemnats, mata el seu alter ego de la pel·lícula X-Men Origins: Wolverine i mata l'actor Ryan Reynolds després de llegir, entusiasta, el guió de la pel·lícula Llanterna Verda. Finalment, Deadpool acaba en una maternitat on vol matar Adolf Hitler, quan era un bebè.

## Repartiment
| Els actors Zazie Beetz i Ryan Reynolds a la Comic-Con de San Diego de 2018. |  | Els actors Zazie Beetz i Ryan Reynolds a la Comic-Con de San Diego de 2018. |
| Els actors Zazie Beetz i Ryan Reynolds a la Comic-Con de San Diego de 2018. |  |                                                                             |

- Ryan Reynolds: Wade Wilson / Deadpool,[2] Juggernaut (només veu, personatge generat per ordinador)
- Josh Brolin: Cable
- Morena Baccarin: Vanessa
- Julian Dennison i Sala Baker (versió adulta del futur de Cable): Russel Collins
- Zazie Beetz: Domino
- T. J. Miller: Weasel
- Leslie Uggams: Cega Al
- Stefan Kapičić com Colossus
- Brianna Hildebrand: Negasonic Teenage Warhead
- Shioli Kutsuna: Yukio
- Rob Delaney: Pete Wisdom
- Terry Crews: Bedlam
- Bill Skarsgard: Axel Cluney / Zeitgeist
- Lewis Tan: Gaveedra-Seven / Shatterstar
- Jack Kesy: Black Tom Cassidy
- Eddie Marsan: director de l'orfenat
- Karan Soni: Dopinder

## Futur
Al novembre de 2016, amb el desenvolupament en curs de Deadpool 2, Fox també planejava Deadpool 3, que es deia incloure l'equip X-Force. Amb la confirmació que Leitch dirigís Deadpool 2, es va revelar que Fox cercava un cineasta independent per dirigir Deadpool 3. El març de 2017, Reese va aclarir que, encara que Deadpool 2 configurés l'equip X-Force, una futura pel·lícula centrada en l'equip estaria separada de Deadpool 3, "així que crec que podrem prendre dos camins. [X- Force] és on estem llançant alguna cosa més gran, però llavors [Deadpool 3 és] on estem contractant i mantenim personal i petit".
Després de l'inici de l'adquisició de 21st Century Fox per Disney, a partir de desembre de 2017, Reynolds va declarar, al maig de 2018, que una tercera pel·lícula de Deadpool no es podia fer tenint en compte el canvi de focus de la franquícia a X-Force, encara que Reese i Wernick tenien el presentiment que una tercera pel·lícula passaria "absolutament" després que Reynolds es prengués un descans del personatge i s'estrenés X-Force, que van comparar amb la franquícia d'Iron Man amb el llançament de Iron Man 3 (2013) després de la pel·lícula crossover The Avengers.
Un cop completada l'adquisició de Fox, el març de 2019, el CEO de Disney Bob Iger va dir que Deadpool s'integraria al Marvel Cinematic Universe de Disney i que la companyia estaria disposada a fer futures pel·lícules de Deadpool amb classificació R," sempre i quan el públic sàpiga a que ve".